# Psammotreta angulata
Psammotreta angulata is een tweekleppigensoort uit de familie Tellinidae. De wetenschappelijke naam werd in 1767 gepubliceerd door Carl Linnaeus.